# 陆钟武
陆钟武（1929年10月2日—2017年11月27日），生于天津，原籍上海川沙，中国冶金热能工程和工业生态学专家，中国工程院院士，中国工业生态学之父、冶金热能工程学科创始人，东北大学教授。他创建创建了中华人民共和国第一个冶金炉专业，是中国冶金炉学科的主要开创者和奠基人之一。

## 生平
出生于天津市，原籍上海市川沙县。1941年至1946年就读于重庆南开中学。1946年10月考入南京国立中央大学。1949年2月转学到上海大同大学化工系。1950年于大同大学获得学士学位，考入哈尔滨工业大学冶金系研究生班。1952年转至东北工学院继续深造。1953年7月从东北工学院冶金炉专业研究生毕业，并留校任教。1952年至1953年创建了新中国第一个冶金炉专业，成为中国冶金炉学科的主要开创者和奠基人之一。1982年晋升为教授。1984年至1991年任东北工学院院长。1986年任冶金热能工程学科博士生导师。1997年当选中国工程院院士。
2017年11月27日11时33分，在沈阳逝世。

## 荣誉
2016年获“冶金科技终身成就奖”。

## 家庭
- 曾祖父：陆雪香，从事教育工作，主要学生有中国近代职业教育的创始人黄炎培。[6]
- 祖父：陆舜卿。
- 父亲：陆绍云，16岁考入上海龙门师范，1915年接受黄炎培校长等人的资助赴日本留学，1921年从日本东京大学纺纱专业学成归国，相继在沪、津、鲁、渝办了包括上海国棉七厂等近10所纺纱厂，在国内首倡纺纱厂8小时工作制、对工人进行文化识字教育，首先采用新技术和新装备，赢得了中国纺织界几代人的赞誉。[1][6]